# والتر ميلر (كاتب)
والتر ميلر (بالإنجليزية: Walter M. Miller Jr.)‏ (و. 1923 – 1996 م) هو روائي، وكاتب، وكاتب خيال علمي، من الولايات المتحدة الأمريكية، ولد في نيو سميرنا بيتش، فلوريدا، توفي في دايتونا بيتش، فلوريدا، عن عمر يناهز 73 عاماً.

## التعليم
تعلم في جامعة تكساس، أوستن، وجامعة تينيسي.

## أعمال بارزة
من أهم أعماله:
- A Canticle for Leibowitz
- The Darfsteller
- Dark Benediction.

## جوائز
حصل على جوائز منها:
- جائزة هوغو لأفضل رواية، عن عمل: نشيد لليبوفيتز (1961)
- جائزة هوغو، عن عمل: The Darfsteller [الإنجليزية]‏ (1955).

## وصلات خارجية
- والتر ميلر على موقع IMDb (الإنجليزية)
- والتر ميلر على موقع إن إن دي بي (الإنجليزية)